# خوان مارتین پیتروالو
خوان مارتین پیتروالو (انگلیسی: Juan Martín Pietravallo؛ زادهٔ ۷ دسامبر ۱۹۸۱) بازیکن فوتبال اهل آرژانتین است.
از باشگاه‌هایی که در آن بازی کرده‌است می‌توان به باشگاه فوتبال ولز سارسفیلد، باشگاه فوتبال جیمناسیا لاپلاتا، باشگاه فوتبال لگانس، باشگاه فوتبال نیویورک رد بولز، باشگاه ورزشی اولیاننسه، و باشگاه فوتبال ویرا اشاره کرد.